# ألفريدو غوميز
ألفريدو غوميز (بالبرتغالية: Alfredo Gomes‏) هو منافس ألعاب قوى برازيلي، ولد في 16 يناير 1899، وتوفي في 17 مارس 1963.

## وصلات خارجية
- ألفريدو غوميز على موقع أوليمبيديا (الإنجليزية)